# Campionati africani di atletica leggera 2016 - Salto in lungo maschile
La specialità del salto in lungo maschile ai Campionati africani di atletica leggera di Durban 2016 si è svolta il 23 giugno 2016 al Kings Park Stadium.

## Podio
| Oro     | Ruswahl Samaai Sudafrica |
| Argento | Luvo Manyonga Sudafrica  |
| Bronzo  | Ruri Rammkolodi Botswana |

## Programma
| Data           | Ora | Evento |
| -------------- | --- | ------ |
| 23 giugno 2016 | ?   | Finale |

## Risultati

### Finale
| Class   | Atleta               | Nazione        | Risultato | Note |
| ------- | -------------------- | -------------- | --------- | ---- |
| Oro     | Ruswahl Samaai       | Sudafrica      | 8,40 m    |      |
| Argento | Luvo Manyonga        | Sudafrica      | 8,23 m    |      |
| Bronzo  | Ruri Rammkolodi      | Botswana       | 7,90 m    |      |
| 4       | Mamadou Gueye        | Senegal        | 7,78 m    |      |
| 5       | Terra Lagat          | Kenya          | 7,63 m    |      |
| 6       | Goabaone Mosheleketi | Botswana       | 7,59 m    |      |
| 7       | Romeo N'tia          | Benin          | 7,45 m    |      |
| 8       | Mouhcine Lakhou      | Marocco        | 7,40 m    |      |
| 9       | Djafar Swedi         | RD del Congo   | 6,10 m    |      |
| N.D.    | Joseph Sinkala       | Zambia         | nm        |      |
| N.D.    | Dylon Cotter         | Sudafrica      | nm        |      |
| N.D.    | Mamadou Chérif Dia   | Mali           | dns       |      |
| N.D.    | Amr Kaseb            | Egitto         | dns       |      |
| N.D.    | Andrew Issaka        | Rep. del Congo | dns       |      |